# Bunde (Duitsland)
Bunde (Nedersaksisch: Bunn, Nederlands verouderd: Bonda) is een dorp en gemeente in de Duitse deelstaat Nedersaksen, gelegen in de Landkreis Leer, aan de Nederlandse grens. De gemeente Bunde telt 7.714 inwoners. Zij vormt met de buurgemeenten Jemgum, Weener en het dorp Bingum de landstreek Rheiderland, dat is de Duitse tegenhanger van het Nederlandse Reiderland. De gemeente is onderdeel van de Landkreis Leer, maar wordt tot het gewest Oost-Friesland gerekend. 
Meer nog dan de rest van het Rheiderland heeft Bunde tot het einde van de 19e eeuw intensieve culturele banden met Nederland gehad. Het plaatselijke dialect komt vrijwel overeen met het Oldambtsters, een variant van het Gronings.

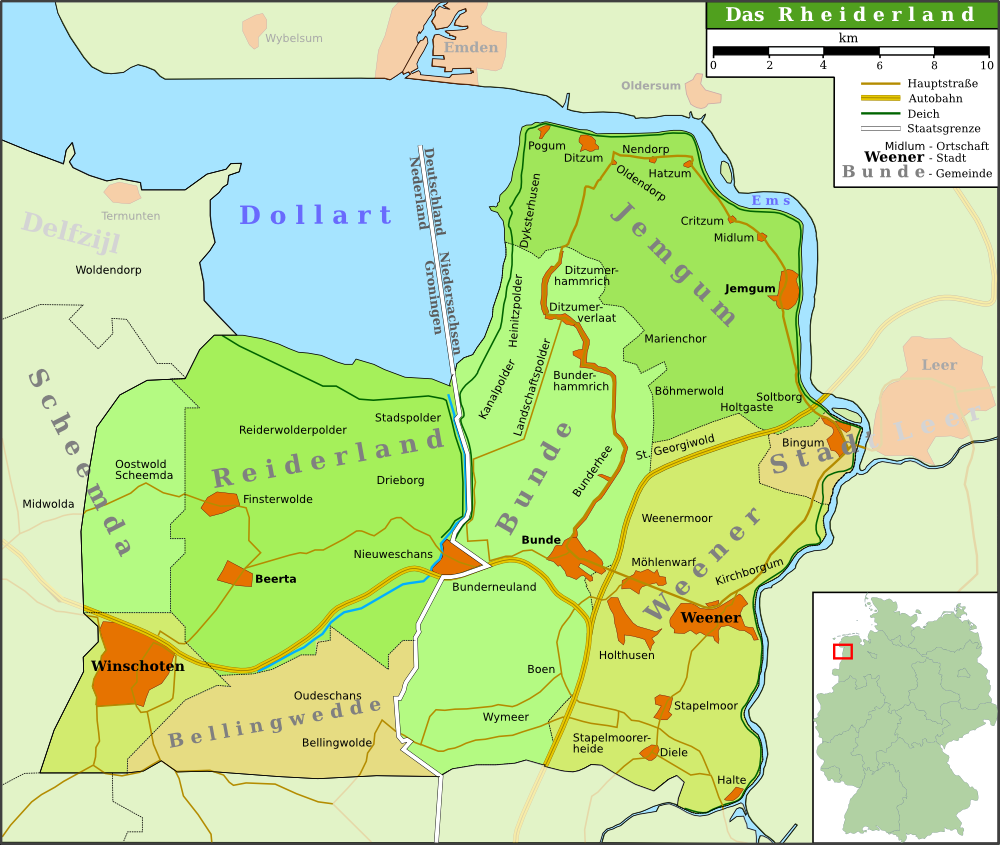
Kaart van het Reiderland

## Indeling
De gemeente Bunde bestaat uit vijf onderdelen (Ortsteile of Ortschaften), namelijk:
- Bunde, een oud kerkdorp en tevens de hoofdplaats van de gemeente, met de buurtschappen Bunderneuland en Charlottenpolder
- Bunderhee, een streekdorp onder Bunde
- Boen, een streekdorp onder Bunde
- Wymeer, een oud kerkdorp met buurtschappen Heerenland en Kloster Dünebroek
- Dollart, een poldergebied met de kerkdorpen Ditzumerverlaat en Landschaftspolder en de buurtschappen Bunderhammrich, Ditzumerhammrich, Heinitzpolder en Kanalpolder.

Het kerspel Bunde bestond in de18e eeuw uit de onderdelen Broeck, Mühlenrott, Bunderbaulande en Bunderhohehee. De laatste twee zijn rond 1900 samengevoegd tot Bunderhee. Bunderhammrich schijnt tot in de 18e eeuw geheel of gedeeltelijk tot het kerspel Marienchor te hebben behoord. Pas in 1817 werd het dorp definitief bij Bunde gevoegd.. Tot Bunde behoorden verder Süder-Christtian-Eberhards-Polder en een deel van het heidedorp Beschotenweg.
De huidige gemeente is  in 2001 ontstaan uit de Samtgemeinde Bunde, een samenwerkingsverband van vijf (min of meer) zelfstandige gemeenten. De fusie maakte het mogelijk om het politieke bestuur en de ambtelijke organisatie te centraliseren.
Onderstaande tabel uit het jaar 2017 geeft de oppervlaktes en bevolkingscijfers per Ortsteil van omstreeks 2015 weer:
| Ortschaft | Aantal inwoners | Oppervlakte (km²) | Kaart |
| --------- | --------------- | ----------------- | ----- |
| Boen      | 461             | 8,81              |       |
| Bunde     | 3885            | 19,69             |       |
| Bunderhee | 598             | 16,17             |       |
| Dollart   | 1285            | 53,40             |       |
| Wymeer    | 1351            | 22,96             |       |
| Totaal:   | 7580            | 121,03            |       |

Een speciaal geval is de Ortschaft Dollart. Deze bestaat uit verschillende dorpen en was tot 1973 een aparte Samtgemeinde. Een dorp met de naam Dollart of Dollard heeft nooit bestaan. De tot de huidige Ortschaft Dollart behorende dorpen Bunderhammrich, Ditzumerhammrich, Ditzumerverlaat, Heinitzpolder, Kanalpolder en Landschaftspolder hebben nog hun eigen karakter behouden. Ze omvatten het grootste deel van de sinds 1509  op de zee herwonnen polders.

## Geografie

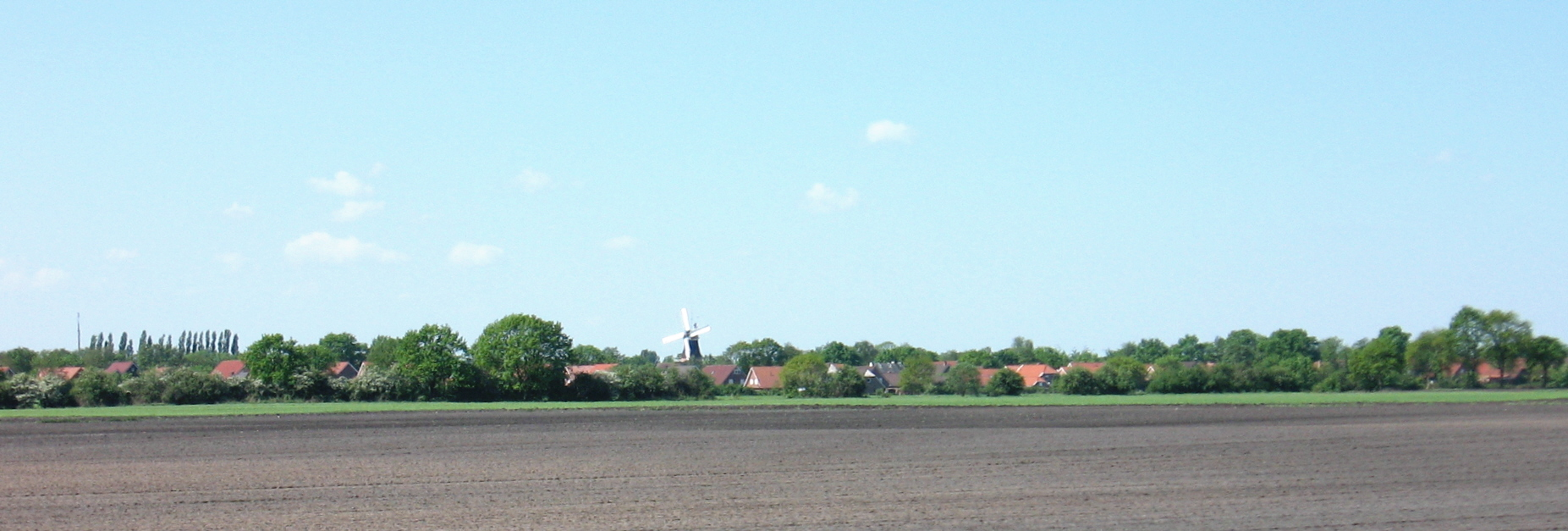
Bunde

Bunde ligt direct aan de Nederlandse grens bij Bad Nieuweschans. Het dorp zelf ligt op een keileemopduiking, maar de rest van de gemeente bestaat hoofdzakelijk uit polders en veengebieden (het laatste bij Wymeer). De meeste polders zijn de voorbije eeuwen door indijking op de Dollard teruggewonnen.
Het dorp Bunde wordt doorkruist door de spoorlijn Leer - Bad Nieuweschans en verder naar Groningen, maar heeft geen station meer, in tegenstelling tot het kleinere buurdorp Bad Nieuweschans. Over de weg is het dorp wel goed bereikbaar, zowel via de Duitse A31 naar het Ruhrgebied en Leer, als via de A7/Duitse A280 vanuit Nederland die op Dreieck Bunde aansluit op de Duitse A31.

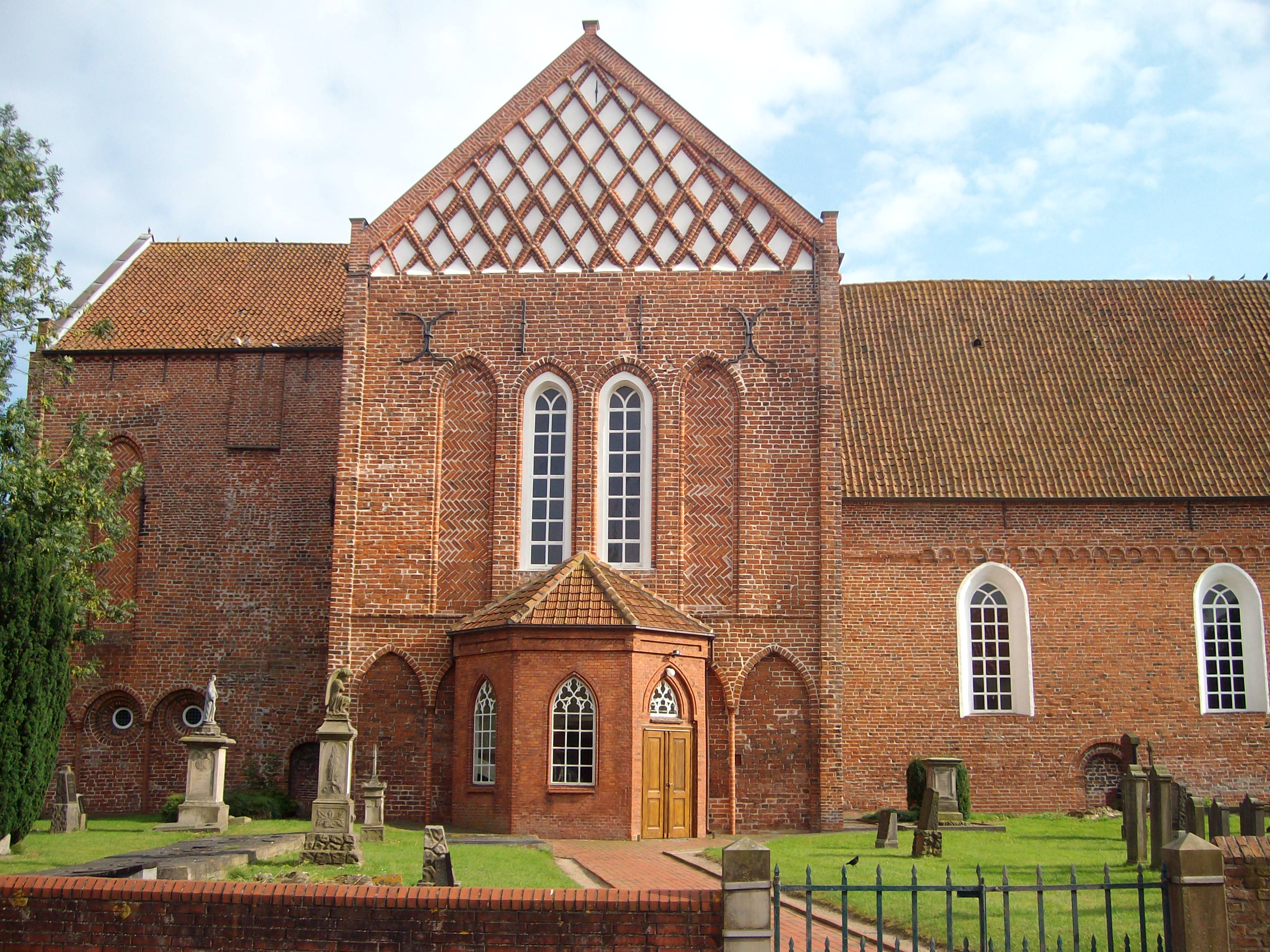
Hervormde kerk van Bunde

In de gemeente is de ligging aan de Nederlandse grens duidelijk te merken. Niet alleen door plaatsnamen als Ditzumerverlaat en veel Nederlandse of Nederlands aandoende straatnamen en achternamen, maar ook door de godsdienstige achtergrond van het gebied. Het belangrijkste kerkgenootschap is de (calvinistische) evangelisch-gereformeerde kerk, een geestverwante van de Nederlandse Hervormde Kerk. De protestanten in de rest van Noord-Duitsland zijn overwegend evangelisch-luthers. Centraal in het dorp staat de Hervormde kerk, een romanogotische kruiskerk waarvan het oudste deel uit het begin van de dertiende eeuw stamt. Daarnaast kent het dorp sinds 1858 een gereformeerde (altreformierte) en sinds 1969 ook een Lutherse kerk. In het dorp Boen bevindt zich verder een vrije evangelische gemeente.

## Naam
De plaats wordt onder andere genoemd als in Bunda (1391/1420), ton Bunde (1428), tho Bunwyda (1429), to Bünda (1433), toe Bonde (1460), Hoghebunde (ca. 1475), Hogenbonne (1494/94), Bundewida (ca. 1500), Hogenbunda (1515), tho Bunda (1538). 
De betekenis is onzeker. Te denken valt aan Germaans *bunjō- 'verhoging, hoogte' dan wel Middelnederduits buun, bune 'vlechtwerk, omheining' met de uitgang -widu 'bos; hout'. Gezien de ligging van de dorpkern op een keileemhoogte van 8,2 m ligt de verklaring 'bos op een hoogte' het meest voor de hand. Andere verklaringen gaan uit van een uitgang met de meervoudsvorm -iþi of -ede of van een afleiding van Germaans. *biwanda-, Middelnederlands biwende, bivank 'omheind grondstuk'.
In de directe omgeving vinden we nederzettingen met de afgeleide namen als Bunderbaulande (1494 in dem Bawlande), Bunderhee (1774 Bonder Hee), Bunderhohehee (1595 Hochee), Bunderhammrich (1573 Nye Hammerick, 1636 Bunner Hamric, op kaarten vanaf 1595 ook als Reiderhammerick), Bunderneuland (1621 Hoge Bunder Nieulant) en Bunder Interessentenpolder (1730 Bonder Interessenten Polder). 
De namen Bunderhee en Hohehee zouden teruggaan op Oudfries *hēde, Oudengels hyþe 'ankerplaats', De herkomst van de naam van het dorp Boen (1556 Bodem) is onduidelijk. Een voorloper was het  verdronken kerkdorp Bonewerda, waarvan de naam ('Boenerwaard') l met die van het hoog gelegen Bunde lijkt te contrasteren. Het eiland Jarde of Bundergaarde verdween in de 17e eeuw.

## Gemeinde Bunde
De gemeente is sinds het einde van de Tweede Wereldoorlog een bolwerk van de sociaaldemocratie, waarbij net als in Oost-Groningen de herinnering aan de sociale tegenstellingen uit het verleden nog altijd een grote rol speelt. Dat is met name het geval in het voormalige landarbeidersdorp DItzumerverlaat.
Bunde behoorde tot 31 december 2004 tot het Regierungsbezirk Weser-Ems, dat als gevolg van een bestuurshervorming werd opgeheven.

### Samenstelling gemeenteraad
De gemeenteraad bestaat uit 20 gekozen leden, plus een zetel voor de gekozen burgemeester. De raad is sinds de verkiezingen in september 2021 als volgt samengesteld:
| Partij            | Zetels |
| ----------------- | ------ |
| SPD               | 11     |
| CDU               | 5      |
| Grünen            | 1      |
| FPD               | 1      |
| Lijst BMM         | 1      |
| Lijst Ellen Bahne | 1      |
| Burgemeester      | 1      |

### Burgemeester
De laatste burgemeesterverkiezingen waren in 2021. In Nedersaksen geldt voor de burgemeester een ambtsperiode van acht jaar. Bij de verkiezingen in 2006 en 2014 werd de zittende burgemeester Gerald Sap (SPD) zonder tegenkandidaat herkozen, in 2021 diens zoon Uwe Sap (SPD).

## Sport, recreatie, natuur, bezienswaardigheden
- Door deze plaats loopt de Europese Wandelroute E9
- In 1997 werd het Natur- und Kulturpark Dollart geopend, Dit is een bezoekerscentrum dat aandacht besteedt aan de geschiedenis en de natuurwaarden van het Dollardgebied
- Bezienswaardig te Bunderhee is het Steenhuis Bunderhee, een kasteel, dat gedeeltelijk te bezichtigen is. Er is o.a. een expositie over de Oost-Friese hoofdelingen te zien
- In de onmiddellijke omgeving van dit Steinhaus Bunderhee staat de grote, 19e-eeuwse herenboerderij van Tamme. De anderhalve hectare grote, rond 1900 door Jan Vroom sr. ontworpen slingertuin, Garten Tamme, is na renovatie in 2020 opengesteld voor het publiek.[11] De Ostfriesische Landschaft is de beheerster van dit complex.